# Nordbytunnel
Der Nordbytunnel ist ein zweiröhriger Straßentunnel zwischen Frogn und Ås in der norwegischen Provinz (fylke) Akershus. Der Tunnel im Verlauf des Europastraße 6 ist 3850 Meter lang.